# 名古屋幹線工事局
名古屋幹線工事局（なごやかんせんこうじきょく）とは、東海道新幹線の建設工事を担当した日本国有鉄道（国鉄）の工事局の一つ。1959年（昭和34年）12月26日に設置され、完工後の1964年（昭和39年）12月1日に廃止された。略称は名幹工。

## 概要
1959年（昭和34年）4月20日に全線の起工式が行われ、東海道新幹線の建設工事が正式にスタートした。その前年の1958年12月25日に、愛知県と岐阜県内の新幹線の計画調査に当たるよう幹線調査事務所名古屋駐在員が任命されていたが、1959年4月18日に東京幹線工事局名古屋出張所となったあと、同年12月16日に「名古屋幹線工事局」が設置されている。
担当工事区間は、境川付近から関ヶ原の西付近までの約133k431m53。新幹線駅では豊橋駅・名古屋駅・岐阜羽島駅が含まれる区間である。長い橋梁には木曽川（1,001m）、長良川（571m）、揖斐川（489m）、長いトンネルとしては関ヶ原隧道（2,810m）、坂野坂隧道（2,198m）などがある。
戦前の弾丸列車計画の際に、豊橋-名古屋間の線路はほぼ選定されており、二川-蒲郡間、大高-笠寺間、名古屋駅西側は既に買収済みであったため、名古屋以東の部分は比較的早期に着工された。名古屋市内の通過距離は17kmと長かったものの市の協力が得られて、土地ブローカーに悩まされることもなかったとされる。
名古屋以東にひきかえ、名古屋以西は弾丸列車計画において関ヶ原ルートと鈴鹿ルートのどちらにするか、未決定であった。検討の結果関ヶ原ルートに決まり、岐阜県内に一駅作ることになると、岐阜・愛知の地元の意見が対立して、この間のルートはなかなか決まらず、名古屋西部の着工は東部に比べてずいぶん遅れることになった。
現場では開業に間に合わせるために突貫工事が続けられた。1964年（昭和39年）7月25日、全線試運転が始まり、9月28日、名古屋幹線工事局管内工事竣工式が催され、10月1日の開業の日を無事迎える。名幹工は、このあとの1964年12月1日に廃止。この時設置された岐阜工事局名古屋出張所も40年4月10日に廃止された。
局長
- 初代局長：仁杉巌（1959.12.16～1962.10.1）
- 二代局長：鈴木隆吉（1962.10.1～1964.12.1）

### 管内
東地区（始点：261k309m00）
- 名古屋以東地区（愛知県豊橋市、小坂井町、御津町、蒲郡市、幸田町、西尾市、岡崎市、桜井町、安城市、知立市、大府町、有松町、大高町、名古屋市緑区）
  - 豊橋駅
  - 豊川
  - 坂の坂隧道
  - 矢作川

名古屋地区
- 名古屋市（南区、熱田区、中川区、中村区）
  - 名古屋駅
  - 庄内川

西地区
- 尾張西地区（西枇杷島町、新川町、清洲町、稲沢市、一宮市、尾西市）
  - 木曽川
- 岐阜県地区（羽島市、安八市、大垣市、垂井町、関ケ原町）
  - 岐阜羽島駅
  - 長良川
  - 揖斐川
  - 関ヶ原隧道
- 山東地区 （滋賀県坂田郡山東町)
山東町の中間で大阪幹線工事局と担当区間を接している。（終点：391k768m00）

## 工事誌
国鉄は新幹線支社と各工事局がそれぞれ工事誌を編集発行している。
名古屋幹線工事局による工事誌の情報は以下の通り：
『東海道新幹線工事誌』
日本国有鉄道名古屋幹線工事局編 発行：岐阜工事局 1965年3月31日 947p 27cm 非売品
序：建設局長 仁杉巌（初代局長 34.12.26～37.10.1）
序：鈴木隆吉（二代局長 37.10.1～39.12.1）
第1章 総論
第2章 線路選定
第3 章 設計協議
第4章 用地取得
第5章 路盤
第6章 停車場・工務施設
第7章 軌道
第8章 電気
第9章 事務
第10章 開業
付録
あとがき：岐阜工事局名古屋出張所長 在塚寛

## 参考図書
- 日本国有鉄道名古屋幹線工事局編 『東海道新幹線工事誌』岐阜工事局 1965年3月31日 947p 27cm 非売品
- 角本良平『新幹線開発物語』 (中公文庫) 中央公論新社 1964年初版・2001年改版
- 碇 義朗『超高速に挑む―新幹線開発に賭けた男たち。』文藝春秋 1993年